# Bobby Caldwell
Robert Hunter Caldwell (New York, 15 agosto 1951 – Great Meadows, 14 marzo 2023) è stato un cantautore, polistrumentista e compositore statunitense.
È conosciuto soprattutto per la hit del 1978 What You Won't Do for Love.

## Biografia
Bobby Caldwell nacque a Manhattan ma crebbe a Miami. La madre vendeva beni immobili, e uno dei suoi clienti fu il cantante giamaicano Bob Marley, che diventò suo amico.  Miami  permise a Caldwell di entrare a contatto con una grande varietà di musica, come l'haitiano, il latino, il reggae, lo smooth jazz e il Rythm and Blues. Egli crebbe ascoltando la musica di Frank Sinatra e Ella Fitzgerald. 
A 12 anni, Caldwell iniziò a suonare il pianoforte e la chitarra.
Caldwell è morto nel 2023, secondo la dichiarazione della moglie per complicazioni  a lungo termine occorse da una reazione tossica agli antibiotici noti come fluorochinoloni: da cinque anni l'artista non era più in grado di camminare.

## Discografia

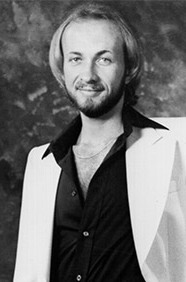
Bobby Caldwell nel 1976

### Album
- 1978 - What You Won't Do for Love
- 1980 - Cat in the Hat
- 1982 - Carry On
- 1984 - August Moon
- 1988 - Heart of Mine
- 1991 - Stuck on You
- 1993 - Where Is Love
- 1995 - Soul Survivor
- 1996 - Blue Condition
- 1998 - Timeline: The Anthology
- 1999 - Come Rain or Come Shine
- 2001 - Time and Again: The Anthology Part 2
- 2005 - Perfect Island Nights
- 2007 - Bobby Caldwell Live at The Blue Note Tokyo
- 2012 - House of Cards